# Jakow Tumarkin
Jakow Tumarkin, ros. Яков Тумаркин (ur. 15 lutego 1992 w Czelabińsku) – izraelski pływak, medalista mistrzostw Europy, dwukrotny srebrny medalista Igrzysk Olimpijskich Młodzieży 2010 na dystansie 100 m oraz 200 m stylem grzbietowym.
Uczestnik igrzysk olimpijskich w Londynie na 100 (24. miejsce) i 200 m grzbietem (7. miejsce).